# 1323 Tugela
Az 1323 Tugela (ideiglenes jelöléssel 1934 LD) egy kisbolygó a Naprendszerben. Cyril Jackson fedezte fel 1934. május 19-én, Johannesburgban.